# Parmly Hanford
Parmly Hanford, także Parmley Hanford – amerykański strzelec, mistrz świata.
Był związany z Nowym Jorkiem. Tego samego roku zwyciężył wraz z drużyną w mistrzostwach panamerykańskich w pistolecie dowolnym z 50 m. Wygrał w jednej z kategorii w krajowych zawodach pistoletowych w 1907 roku.
Hanford raz zdobył medal mistrzostw świata. Na zawodach rozegranych w 1913 roku uplasował się na pierwszym miejscu w pistolecie dowolnym z 50 m drużynowo (skład zespołu: John Dietz, Parmly Hanford, Alfred Lane, Clarence McCutcheon, James Snook), osiągając drugi wynik w amerykańskiej drużynie.

## Medale mistrzostw świata
Opracowano na podstawie materiałów źródłowych:
| Mistrzostwa     | Konkurencja                       | Wynik                             | Miejsce |
| --------------- | --------------------------------- | --------------------------------- | ------- |
| Camp Perry 1913 | Pistolet dowolny, 50 m, drużynowo | 2325 pkt. (druż.) 465 pkt. (ind.) |         |